# Hermine Kraler
Hermine Kraler (* 7. August 1955) ist eine oberösterreichische sozialdemokratische Politikerin und Landtagsabgeordnete. Die Mutter einer erwachsenen Tochter lebt in Vöcklabruck.

## Ausbildung und Beruf
Nach dem Besuch von Volks- und Hauptschule absolvierte Kraler die Handelsakademie Gmunden, die sie mit Matura abschloss. Anschließend besuchte sie in Salzburg die Pädagogische Akademie. Sie arbeitete als Lehrerin mit Internationalem Montessori-Diplom an der Hauptschule Vöcklabruck.

## Politik
Die Pädagogin begann 1997 ihre politische Tätigkeit im Gemeinderat Vöcklabruck, wo sie seit März 2003 Vizebürgermeisterin ist. Seit 23. Oktober 2003 ist sie Landtagsabgeordnete. 
Kraler ist Mitglied in folgenden Ausschüssen: Bildung, Jugend und Sport, Petitionen und Rechtsbereinigungen, sowie im Kontrollausschuss.